# Вальддорфер
Вальддорфер (нім. Walddörfer) — низка частин району Вандсбек на крайньому північному сході Гамбурга, деякі з яких належали до території Гамбурга поза міськими стінами з пізнього середньовіччя. П'ять із них — Бергштед, Дувенштед, Лемзаль-Меллінгштед, Фольксдорф та Вольдорф-Ольштед — після останньої адміністративної реформи 2011 року сформували власну регіональну територію в межах району Вандсбек.